# 残波岬灯台

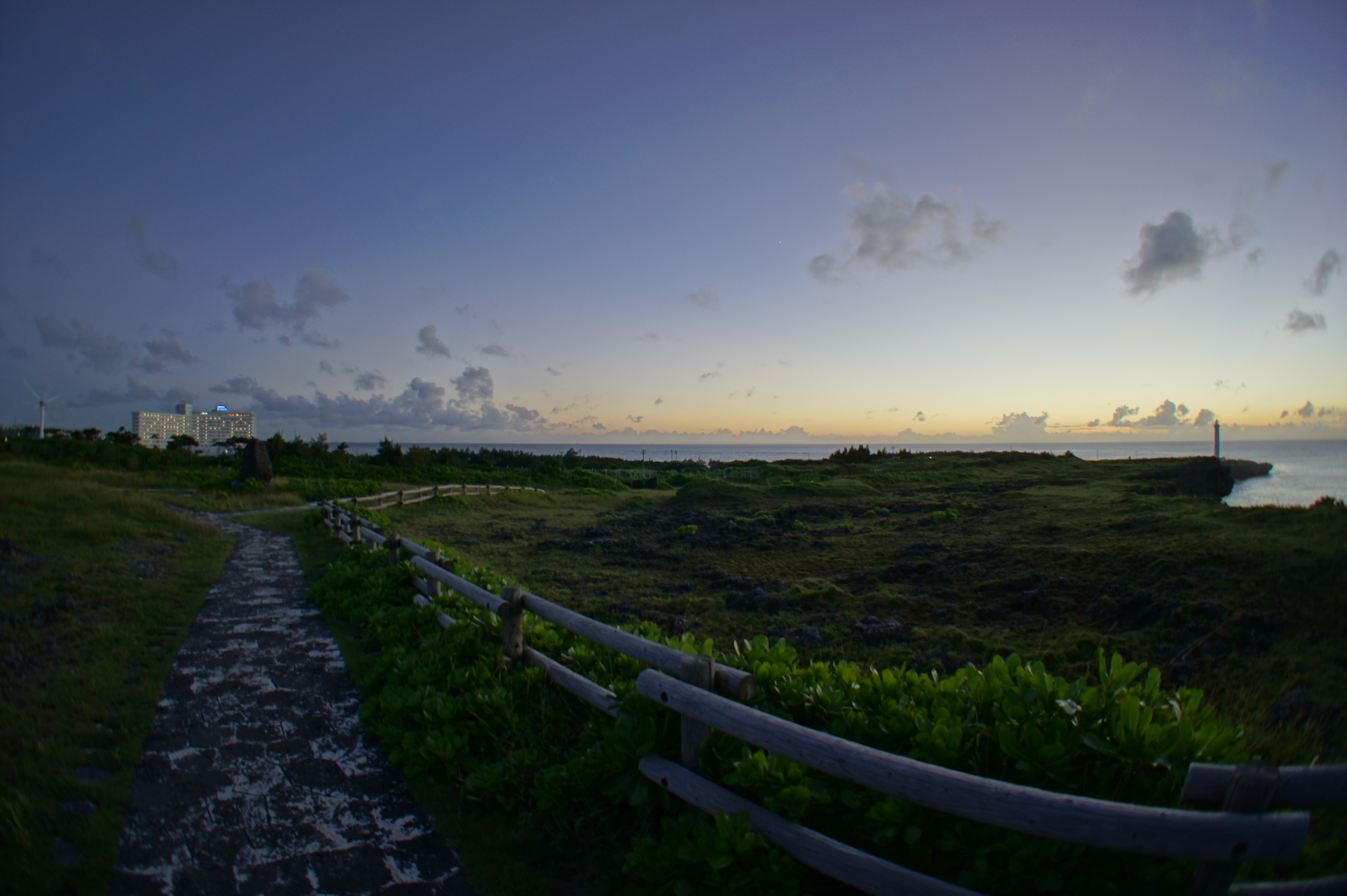
残波岬遠景（右端が残波岬灯台）
国定公園が広がり、ホテルの窓がZANPAと表示

残波岬灯台（ざんぱみさきとうだい）は、沖縄県中頭郡読谷村の残波岬突端に立つ白亜の大型灯台。周辺には、沖縄海岸国定公園に指定され、高さ30m-40mにも及ぶ断崖絶壁が約2kmも続く雄大な景観が広がる。

## 概要
終戦後、米軍の実弾演習場として使用され、立ち入り禁止区域になっていた1973年（昭和48年）に地元の海運関係者らの強い要望により建設が始まる。現場の米軍関係者らへの連絡不行き届きや突然の演習により、度々工事が止まるなどし難航を極めるが、1974年3月30日にようやく完成する。現在は、灯台周辺は公園として整備され沖縄本島有数の観光地となっている。灯台1階は日本財団の助成と読谷村の協力により、2009年から灯台資料展示室が整備された。

## 歴史
- 1974年（昭和49年）3月30日 - 灯台が設置、初点灯された[1]。
- 2001年（平成13年）8月 - 地元の要望で、参観灯台となり一般公開される。
- 2009年（平成21年） - 灯台資料展示室が完成[1]。

## 一般公開
一般公開（中学生以上300円）されている参観灯台で、上まで登ることができ、灯台上からは、東シナ海の見晴らしが良く、晴れていれば、粟国島、渡名喜島、久米島などを望むこともできる。平成24年（2012年）台風第17号の被害のため、同年10月1日から参観を休止していたが、2014年12月1日から参観を再開した。

### 公開時間
- 5月～9月　9:30～16:30
- 10月～4月　9:00～16:00

## 交通
- 那覇空港または那覇バスターミナルから那覇空港リムジンバスで約1時間30分、ロイヤルホテル沖縄残波岬下車後徒歩15分

## 周辺情報
- 残波岬
- 残波岬公園[5]